# 郭瑞祥 (1920年)
郭瑞祥（1920年12月—），男，汉族，直隶（今河北）魏县人，中华人民共和国军事人物，曾任贵州省都匀军分区副政治委员。